# The Pointer Sisters
The Pointer Sisters is een Amerikaanse popgroep, oorspronkelijk bestaande uit de vier zusters Ruth (1946), Anita (1948-2022), Bonnie (1950-2020) en June (1953-2006).

## Biografie

### Vroege jaren
De zusters groeiden op in een domineesgezin; ze begonnen hun zangcarrière in de jaren zestig in de kerk van hun vader Elton Pointer. Thuis mochten ze alleen naar gospels luisteren; seculiere muziek werd als duivels beschouwd. Dat June Pointer, de jongste zus, zonder problemen de Elvis Presley-single All Shook Up mee naar huis nam was te danken aan de B-kant: Crying in the Chapel.
Begin jaren 70 scoorden de Pointer Sisters hun eerste hits en werkten ze mee aan het eerste soloalbum van Chicago-bandlid Robert Lamm.

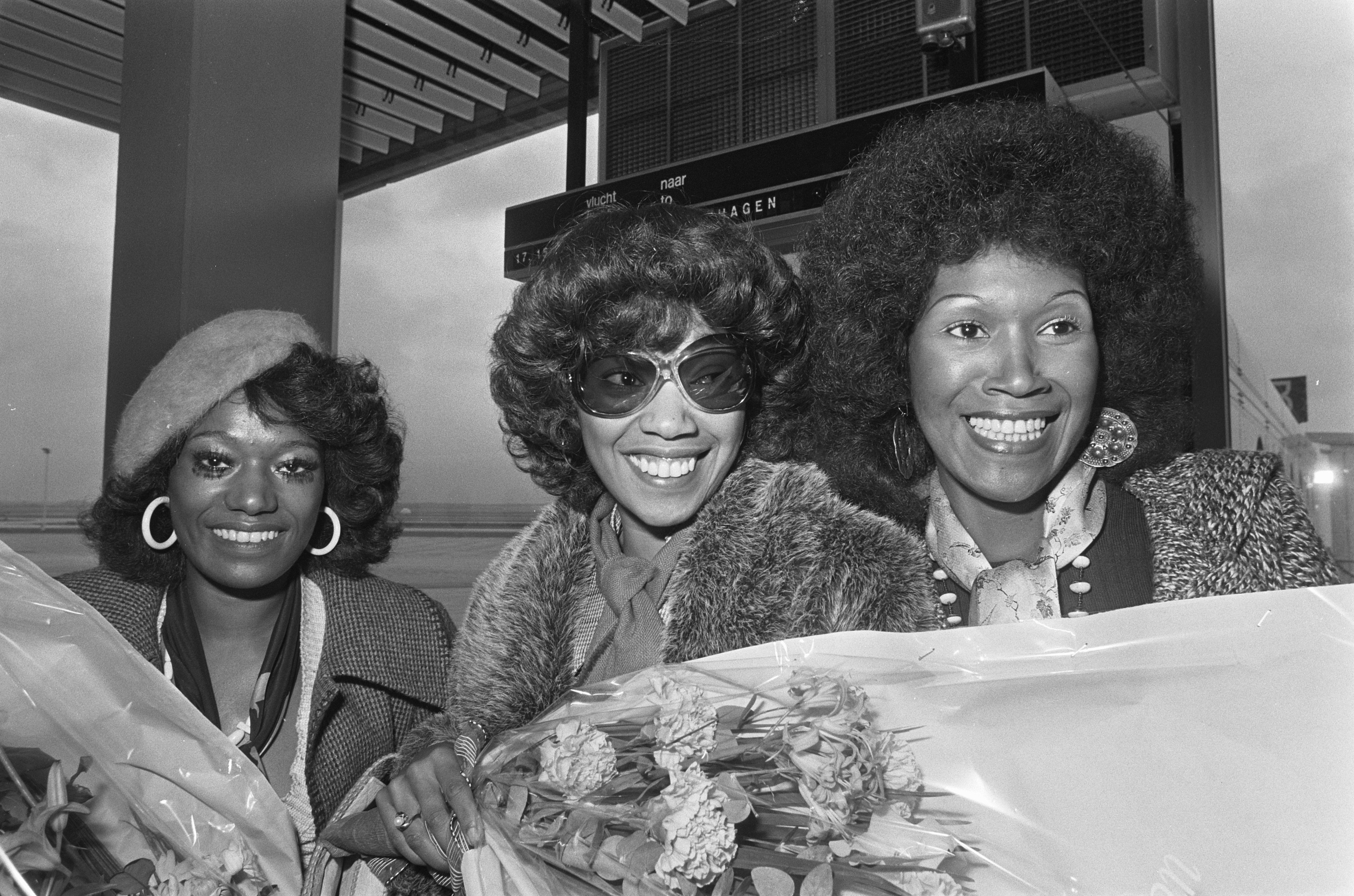
The Pointer Sisters op Schiphol (1974)

### Succesperiode
Bonnie haakte in 1978 af en ging solo; ze had korte tijd een platencontract bij Motown. De anderen gingen als trio verder en scoorden hits als Fire (geschreven door Bruce Springsteen), Happiness, He's So Shy. Slow Hand Jump (for my love), I'm So Excited en het voor de soundtrack van Beverly Hills Cop opgenomen Neutron Dance. June verliet in 2004 de groep vanwege drugsproblemen en werd vervangen door Issa, de dochter van Ruth die in de voorafgaande twee jaar regelmatig inviel voor haar moeder of een van de twee tantes. Issa werd in 2009 vervangen door Sadako Johnson, de kleindochter van Ruth, maar blijft beschikbaar voor invalbeurten tijdens optredens.

### 2000-heden
In de jaren 00 beleefden de Pointer Sisters opnieuw een succesperiode in Europa. In 2002 namen ze deel aan de "Night of the Proms", een reeks van concerten in de Benelux, Frankrijk en Duitsland, en werden door het publiek verkozen tot favoriete act. Daarnaast namen de drie dames in 2005 tezamen met de Vlaamse zangeres Natalia Druyts het nummer "Sisters Are Doin' It for Themselves" opnieuw op en dit nummer bereikte de tweede plaats in de Belgische hitlijsten. Deze samenwerking leidde in januari 2007 tot een reeks van tien uitverkochte concerten in het Sportpaleis te Antwerpen.
In november 2017 traden de Pointer Sisters op tijdens de derde editie van Humberto Tan's Let's Dance-evenement.
Op 25 juni 2019 werden de Pointer Sisters door de New York Times in een top 100 opgenomen van artiesten waarvan er in 2008 opnamen verloren zijn gegaan bij de brand in de Universal Studios Hollywood. Op 8 juni 2020 overleed Bonnie op 69-jarige leeftijd.
Op 31 december 2022 overleed Anita Pointer op 74-jarige leeftijd aan kanker.

## Discografie

### Albums
| Album met eventuele hitnotering(en) in de Nederlandse Album Top 100 | Datum van verschijnen | Datum van binnenkomst | Hoogste positie | Aantal weken | Opmerkingen |
| ------------------------------------------------------------------- | --------------------- | --------------------- | --------------- | ------------ | ----------- |
| The Pointer Sisters                                                 | 1973                  |                       | -               |              |             |
| That's a plenty                                                     | 1974                  |                       | -               |              |             |
| Live at the Opera House                                             | 1974                  |                       | -               |              |             |
| Steppin'                                                            | 1975                  |                       | -               |              |             |
| Having a party                                                      | 1977                  |                       | -               |              |             |
| Energy                                                              | 1978                  | 24-2-1979             | 1               | 20           |             |
| Priority                                                            | 1979                  | 29-9-1979             | 48              | 3            |             |
| Special things                                                      | 1980                  |                       | -               |              |             |
| Black & White                                                       | 1981                  |                       | -               |              |             |
| So excited                                                          | 1982                  |                       | -               |              |             |
| Break out                                                           | 1983                  | 2-6-1984              | 18              | 20           |             |
| Contact                                                             | 1985                  | 3-8-1985              | 28              | 10           |             |
| Hot together                                                        | 1986                  |                       | -               |              |             |
| Serious slammin'                                                    | 1988                  |                       | -               |              |             |
| The best of'                                                        | 1989                  | 28-10-1989            | 53              | 5            |             |
| Right rhythm                                                        | 1990                  |                       | -               |              |             |
| Only sisters can do that                                            | 1993                  |                       | -               |              |             |
| Ain't misbehavin'                                                   | 1996                  |                       | -               |              |             |

### Singles
| Single met eventuele hitnotering(en) in de Nederlandse Top 40 | Datum van verschijnen | Datum van binnenkomst | Hoogste positie | Aantal weken | Opmerkingen |
| ------------------------------------------------------------- | --------------------- | --------------------- | --------------- | ------------ | ----------- |
| Yes we can can                                                | 1973                  | 15-9-1973             | tip             |              |             |
| Yes we can can                                                |                       | 2-3-1974              | 25              | 4            |             |
| Wang dang doodle                                              | 1973                  |                       | -               |              |             |
| Fairytale                                                     | 1974                  |                       | -               |              |             |
| Live your life before you die                                 | 1975                  |                       | -               |              |             |
| How long (Betcha got a chick on the side)                     | 1975                  |                       | -               |              |             |
| Going down slowly                                             | 1975                  |                       | -               |              |             |
| Fire                                                          | 1978                  | 17-2-1979             | 1               | 12           |             |
| Happiness                                                     | 1979                  | 28-4-1979             | 6               | 11           |             |
| He's so shy                                                   | 1980                  | 9-8-1980              | 27              | 6            |             |
| Could I be dreaming                                           | 1980                  |                       | -               |              |             |
| Slow hand                                                     | 1981                  | 18-7-1981             | 15              | 7            |             |
| Should I do it                                                | 1981                  | 21-11-1981            | 9               | 8            |             |
| American music                                                | 1982                  | 21-8-1982             | 29              | 3            |             |
| I'm so excited                                                | 1982                  | 22-12-1984            | 18              | 7            |             |
| If you wanna get back your lady                               | 1982                  | 9-10-1982             | 27              | 4            |             |
| I need you                                                    | 1983                  |                       | -               |              |             |
| Automatic                                                     | 1984                  | 19-5-1984             | 6               | 9            |             |
| Jump (for my love)                                            | 1984                  | 28-7-1984             | 10              | 9            |             |
| Neutron dance                                                 | 1984                  | 13-4-1985             | 36              | 3            |             |
| Baby come and get it                                          | 1985                  |                       | -               |              |             |
| Dare me                                                       | 1985                  | 27-7-1985             | tip             |              |             |
| Freedom                                                       | 1985                  |                       | -               |              |             |
| Twist 'my arm                                                 | 1986                  |                       | -               |              |             |
| Goldmine                                                      | 1986                  | 20-12-1986            | tip             |              |             |
| All I know is the way I feel                                  | 1987                  |                       | -               |              |             |
| Be there                                                      | 1987                  |                       | -               |              |             |
| Don't walk away                                               | 1993                  | 23-10-1993            | tip             |              |             |

### NPO Radio 2 Top 2000
| Nummers met noteringen in de NPO Radio 2 Top 2000 | '99 | '00  | '01  | '02  | '03  | '04  | '05  | '06  | '07  | '08  | '09  | '10  | '11  | '12  | '13  | '14  | '15  | '16  | '17 | '18  | '19  | '20  | '21  | '22  | '23  |
| ------------------------------------------------- | --- | ---- | ---- | ---- | ---- | ---- | ---- | ---- | ---- | ---- | ---- | ---- | ---- | ---- | ---- | ---- | ---- | ---- | --- | ---- | ---- | ---- | ---- | ---- | ---- |
| Fire                                              | 794 | 1098 | 1022 | 785  | 953  | 768  | 853  | 557  | 886  | 730  | 1079 | 1100 | 1230 | 1440 | 1085 | 1475 | 1839 | 1721 | -   | 1519 | 1744 | 1774 | 1590 | 1979 | 1919 |
| I'm So Excited                                    | -   | 1108 | 1150 | 1130 | 1333 | 1248 | 1465 | 1397 | 1693 | 1412 | -    | -    | -    | -    | -    | -    | -    | -    | -   | -    | -    | -    | -    | -    | -    |

1. ↑  Een '-' betekent dat het nummer niet was genoteerd en een vetgedrukt getal geeft de hoogste notering van een nummer aan.
2. ↑  Deze tabel is bijgewerkt tot en met de laatste editie (2024).